# Megazosterops
Megazosterops is een monotypisch geslacht van zangvogels uit de familie Zosteropidae (brilvogels).

## Soorten
De enige soort is:
- Megazosterops palauensis – Reuzenbrilvogel